# Scordyliodes preciosa
Scordyliodes preciosa là một loài bướm đêm trong họ Geometridae.